# Trichomasthus dissimilis
Trichomasthus dissimilis är en stekelart som först beskrevs av Chumakova 1961.  Trichomasthus dissimilis ingår i släktet Trichomasthus och familjen sköldlussteklar. Inga underarter finns listade i Catalogue of Life.